# !!!!!!!!/君という仮説
「!!!!!!!!/君という仮説」（ばんばんばん/きみというかせつ）は、2016年10月11日にT-Palette Recordsから発売、および配信された日本の女性アイドルグループ・アップアップガールズ（仮）の通算21枚目のCDシングルである。

## 収録曲

### 初回限定盤
1. !!!!!!!!
作詞・作曲：大森靖子、編曲：michitomo
2. 君という仮説
作詞：児玉雨子、作曲・編曲：michitomo
3. ランランラン
作詞：ヒワタリスツカ、作曲・編曲：Ryuichi Kawasaki
4. Abyssal Drop（Akari Saho Vocal Ver.）
5. パーリーピーポーエイリアン（DJ WILDPARTY Remix）
6. バレバレ I LOVE YOU ∞ Remix
7. !!!!!!!!（Instrumental）
8. 君という仮説（Instrumental）
9. ランランラン（Instrumental）

### 通常盤A
1. 君という仮説
2. YOLO
作詞：佐藤綾乃、作曲・編曲：michitomo
3. !!!!!!!!（Instrumental）
4. 君という仮説（Instrumental）
5. YOLO（Instrumental）

### 通常盤B
1. 君という仮説
2. Future&Past
作詞：ヒワタリスツカ、作曲・編曲：michitomo
3. !!!!!!!!（Instrumental）
4. 君という仮説（Instrumental）
5. Future&Past（Instrumental）

## リリース日一覧
| 地域 | リリース日     | レーベル          | 規格                   | カタログ番号            |
| ---- | -------------- | ----------------- | ---------------------- | ----------------------- |
| 日本 | 2016年10月11日 | T-Palette Records | マキシシングル         | TPRC-0162（通常盤A）    |
| 日本 | 2016年10月11日 | T-Palette Records | マキシシングル         | TPRC-0163（通常盤B）    |
| 日本 | 2016年10月11日 | T-Palette Records | マキシシングル         | TPRC-0164（初回限定盤） |
| 日本 | 2016年10月11日 | T-Palette Records | デジタル・ダウンロード | -                       |